# Lijst van burgemeesters van Zoelen
Dit is een lijst van burgemeesters van de voormalige Nederlandse gemeente Zoelen in de provincie Gelderland. Op 1 januari 1978 ging Zoelen op in de gemeente Buren.
| Ambtsperiode    | Naam burgemeester                          | Partij of stroming | Bijzonderheden                                                |
| --------------- | ------------------------------------------ | ------------------ | ------------------------------------------------------------- |
| ? - 1813 - 1822 | Hendrik de Jongh                           |                    | tot 1814: maire; tot 1817: burgemeester; tot 1822: schout     |
| 1823 - 1828     | Johan Adriaan Heuff                        |                    | tot 1825: schout                                              |
| 1828 - 1851     | Matthias Johannes Versteegh sr.            |                    |                                                               |
| 1851 - 1873     | Matthias Johannes Versteegh jr.            |                    |                                                               |
| 1873 - 1911     | Dirk van Mourik                            |                    |                                                               |
| 1912            | Jan Dirk Heuff                             |                    | waarnemend                                                    |
| 1912 - 1932     | Dirk Catharinus Hasselman                  | partijloos         | stond bekend als een liberale burgemeester                    |
| 1932 - 1939     | mr. Louis Rudolph Jules ridder van Rappard | partijloos         | sloot zich in 1934 aan bij het Verbond voor Nationaal Herstel |
| 1939 - 1971     | Roelof Johannes van Beekhoff               | partijloos         |                                                               |
| 1971 - 1978     | Lammert Jan Hommes                         | PvdA               | tevens burgemeester van Beusichem (vanaf 1966)                |